# Jurij Nemanjić

Jurij Nemanjić ali Jurij Zetski (srbsko Ђорђе Немањић / Đorđe Nemanjić; fl. 1208–1243) je bil veliki knez Zete od najmanj 1208 do najmanj 1243. Nekaj časa je bil tudi samozvani kralj Duklje . Bil je sin rivalskega srbskega velikega kneza in naslovnega kralja Vukana Nemanjića (r. Srbija 1202–1204, Duklja (Zeta) 1190–1208), zato je bil tudi Jurij nekaj let po očetovi smrti titularni kralj. Nadaljeval je boj med očetom in stricem ter sprejel vazalstvo Beneške republike .
Štefan Nemanja si je po smrti cesarja Manuela I. (1180) uspel zagotoviti neodvisnost od Bizantinskega cesarstva, nato pa osvojil tradicionalne fevde Duklje, Travunije in Huma na jadranski obali. Nemanja okoli 1190 kot je veliki knez daje Vukanu, kot dediču, odškodnino za zasedena ozemlja, vključno tudi za Hvosno in Toplica , 
Čeprav je bil Vukan najstarejši sin Štefana Nemanje, je Nemanja za svojega dediča izbral mlajšega sina Štefana [II]. To je bilo storjeno, ker je Nemanja raje videl Štefana Nemanjića na srbskem prestolu, saj je bil poročen z Evdokijo, hčerjo bizantinskega cesarja Aleksija III. Angela . Zdi se, da se je Vukan na to  spremembo v zaporednju odzval s sprejetjem kraljevskega naziva; v napisu iz leta 1195 v cerkvi sv. Luke v Kotorju, kjer je Vukan naslovljen kot kralj Duklje, Dalmacije, Travunije, Toplice in Hvosnega .  Čeprav je Vukan prevzel kraljevski naslov, je ostal pod očetovo oblastjo. Leta 1196 je Nemanja na državnem svetu odstopil v korist Štefana; Vukan je moral priznati svojega brata za novega vladarja Srbije. Nemanja je sprejel samostanske zaobljube in dobil ime Simeon ter se umaknil v Hilandar na Atosu . Medtem ko je bil Nemanja živ, Vukan ni nasprotoval Štefanovi vladavini, toda takoj ko je Nemanja leta 1200 umrl, je začel spletkariti proti Štefanu, da bi postal veliki knez. Pomoč je našel pri madžarskem kralju Emeriku (1196–1204), ki se je takrat boril proti Drugemu bolgarskemu cesarstvu in je želel srbsko pomoč. S pomočjo madžarskih čet leta 1202 je Vukanu uspelo strmoglaviti Štefana, ki je pobegnil v Bolgarijo, Vukan pa je ostal na oblasti.  V napisu iz leta 1202–1203 je Vukan naslovljen kot Veliki Župan Vukan, vladar vseh srbskih dežel, Zete, primorskih mest in ozemlja Nišave . 
V zameno za madžarsko pomoč je Vukan postal madžarski vazal in obljubil, da bo prešel v katolištvo, če mu bo papež podelil kraljevski naslov. Vendar se je Vukan kot madžarski vazal kmalu vmešal v madžarski konflikt z Bolgarijo. Leta 1203 so Bolgari napadli Srbijo in osvojili vzhodni del države z mestom Niš . V kaosu, ki je sledil bolgarskemu napadu, in z uporabo Vukanovih pogovorov s papežem proti njemu, se je Štefanu uspelo vrniti v Srbijo in leta 1204 strmoglaviti Vukana in tako spet postal veliki knez.

## Življenje

### Zgodnje življenje in nasledstvo
Jurij je bil najstarejši sin Vukana Nemanjića. Imel je tri brate: Štefana, ki je leta 1252 ustanovil samostan Morača , Dmitra (bolj znanega pod meniškim imenom David), ki je ustanovil samostan Davidovica in je bil še vedno živ leta 1286,  in Mladena (Bladinus). 
Po Vukanovem državnem udaru se je Štefan uspel vrniti v Srbijo in ga leta 1204 strmoglaviti, tako da je kot veliki knez znova dobil oblast v Srbiji. Na posredovanje tretjega brata, nadškofa Save, je Štefan ohranil dostojanstvo Vukanu in mu vrnil namestništvo v Zeti. Vukan je abdiciral zaradi svojega sina Jurija, ki se leta 1208 omenja kot "kralj".   Vukan se kot "veliki knez" omenja v napisu v Studenici, datiranem leta 1209.  Verjetno je Vukan še za življenja odstopil v prid Juriju, da bi si zagotovil njegovo nasledstvo; Štefan je morda prevzel Zeto v času medvladja.  Vukan je verjetno umrl leta 1209 ali pa kmalu zatem. 

### Vladanje
Boj med dvema vejama Nemanjića se je nadaljeval pod Jurijem. Jurij je verjetno leta 1208 sprejel vazalstvo  Beneške republike. Za vstop v ta odnos bi lahko imel vsaj dva motiva: ne samo, da bi beneško zavezništvo preprečilo Štefanu, da bi prevzel nadzor nad njegovimi deželami, ampak bi tudi Benetke uveljavile popoln nadzor nad svojimi pristanišči v južni Dalmaciji. (Po četrtem križarskem pohodu so si Benetke prizadevale pridobiti nadzor nad balkanskimi pristanišči in so leta 1205 z Dubrovnikom vzpostavile dogovor, po katerem je moralo mesto vojaško podpreti Benetke v zameno za ohranitev avtonomije v drugih pogledih. )
Jurij je kmalu stopil tudi v vojaško zavezništvo z Benetkami proti Albancu Dimitriju iz družine Progon, ki je del Albanije obvladoval iz gorske trdnjave v Kroji ( Arbanon ).  Dimitrij je bil teoretično tudi vazal Benetk, vendar je Jurij v pogodbi, podpisani 3. julija 1208, obljubil, da bo Benetke vojaško podprl, če bo Dimitrij napadel beneško ozemlje.   Napis Gëziq omenja družino Progon kot sodnike in ugotavlja njihovo odvisnost od Mladena in Jurija.  Zavezništvo proti Dimitriju je bilo morda povezano z bojem med dvema vejama Nemanjićev, saj je bil Dimitri poročen s Komneno Nemanjić, hčerko Štefana.   Do leta 1212 so Benečani zapustili Arbanon in ga prepustili Michaelu Angelosu, v okoliščinah, ki ostajajo nejasne.  Arbanon je ostal pri svojih tradicionalnih zvestobah, bizantinski in srbski, pravoslavni; ko je Dimitrij umrl, je Gregorju Kamonasu uspelo vladati v Arbanonu in za drugo ženo je vzel Komneno; vezi so se okrepile s Srbijo, s katero so bile oslabljene s srbskim napadom na Scutari po propadu beneškega vojvodstva Drač. 
Ni zgodovinskih pričevanj o dejavnosti Jurija v času od pogodbe julija 1208  do 1216. Do leta 1216 je Štefan, verjetno z vojaškim delovanjem, pridobil Zeto in odpravil zetsko neodvisnost.  Štefan je Zeto na koncu dodelil lastnemu sinu Štefanu Radoslavu. Zeta je ostala del Srbije brez posebnega pravnega položaja, pogosto pa jo je imel dedič srbskega prestola, ki je nosil naslov, ki ni povezan z Zeto, ampak s srbskim dvorom.

## Poglej tudi
- Družinsko drevo Nemanjićev